# Hechtia myriantha
Hechtia myriantha är en gräsväxtart som beskrevs av Carl Christian Mez. Hechtia myriantha ingår i släktet Hechtia och familjen Bromeliaceae. Inga underarter finns listade i Catalogue of Life.